# Ulrich Graf (Mathematiker)
Ulrich Paul Albert Graf (* 6. Februar 1908 in Wolgast; † 11. September 1954 in Düsseldorf) war ein deutscher Mathematiker. Er gehörte zu den Wegbereitern der modernen mathematischen und technischen Statistik in Deutschland nach dem Zweiten Weltkrieg.

## Leben
Ulrich Graf war der Sohn des Wolgaster Fabrikbesitzers Albert Graf (1866–1937) und dessen Frau Helene, geborene Laffert (* 1878), einer Lehrerin. Er studierte ab 1926 Mathematik, Physik und Philosophie an der Technischen Hochschule und an der Universität Berlin. Dort waren Georg Hamel, Georg Scheffers, R. Rothe und Karl Metzner seiner Lehrer. 1931 wurde er Diplom-Ingenieur und bestand das 1. Staatsexamen für das höhere Lehramt in Mathematik und Physik. Er wurde 1932 zum Doktor-Ingenieur promoviert und absolvierte im folgenden Jahr das zweite Staatsexamen. Anschließend arbeitete er als Assistent bei Erich Salkowski an der TH Berlin, wo er 1934 habilitiert wurde.
1938 ging er als außerordentlicher Professor an die TH Danzig, wurde im folgenden Jahr ordentlicher Professor und war bis zum Ende des Zweiten Weltkriegs Direktor der Institute für Geometrie und Geodäsie. In Danzig publizierte er zahlreiche Schriften zu Geometrie, Photogrammetrie, Anaglyphen und Kartographie sowie mehrere Lehrbücher. Graf stand 1944 in der Gottbegnadeten-Liste des Reichsministeriums für Volksaufklärung und Propaganda.
Infolge des Krieges verlor er 1945 seine Familie und seinen Besitz in Danzig und musste die Stadt verlassen. In den nächsten Jahren war er für die Royal Navy tätig, lehrte an der Christian-Albrechts-Universität zu Kiel und arbeitete anschließend für die französische Marine.
Mit einem Lehrauftrag der Technischen Akademie Wuppertal zur Großzahlenforschung wurde die mathematische Statistik ab 1949 zu seinem Haupttätigkeitsfeld. Er veröffentlichte, teilweise in Zusammenarbeit mit H. J. Hennings, etwa 20 Schriften und mehrere Bücher zu modernen statistischen Verfahren. Er gründete den Ausschuss für Technische Statistik, setzte sich für eine engere Zusammenarbeit mit der Industrie ein und vertrat Deutschland in Paris bei der OEEC. Bis 1952 lehrte er an der Otto-Friedrich-Universität Bamberg und wurde anschließend vom Verein Deutscher Eisenhüttenleute, dem heutigen Stahlinstitut VDEh, in Düsseldorf mit der Bearbeitung und Weiterführung statistischer Fragen beauftragt. 1953 wurde er zum Honorarprofessor an der Universität Münster ernannt.

## Familie
Ulrich Graf heiratete 1938 in Berlin-Lankwitz Maria-Erika Seeger (1914–1945), die Tochter des Architekten und Professors an der TH Berlin, Hermann Seeger. Seine Frau und ihre beiden Töchter kamen 1945 ums Leben. In zweiter Ehe heiratete er 1949 in Immenstaad die Kaufmannstochter Christiane Krohn (* 1924), mit der er ebenfalls zwei Töchter hatte.

## Schriften (Auswahl)

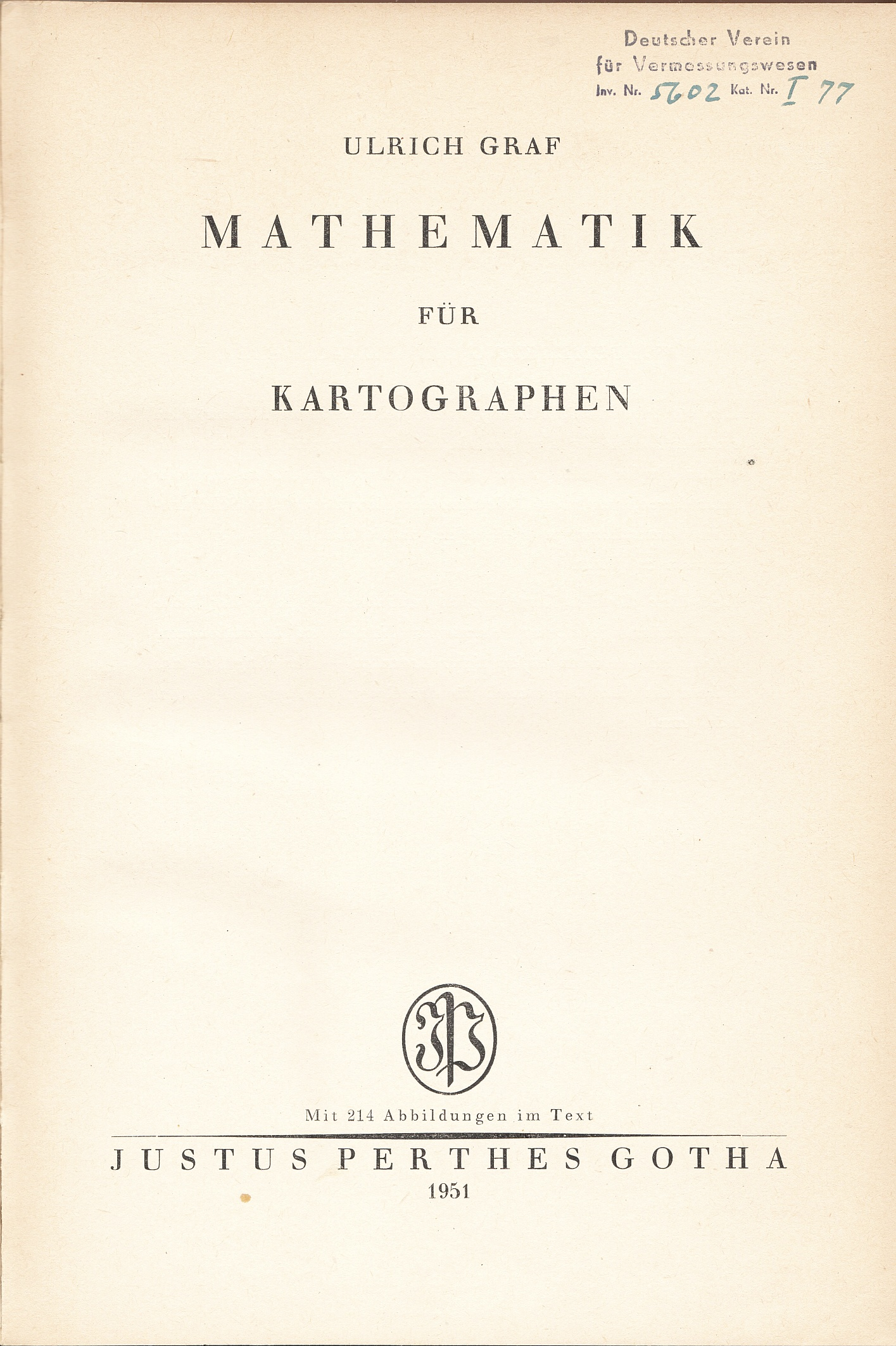

- Darstellende Geometrie. 1937 (12. Auflage mit Martin Barner, Friedrich Flohr, Quelle und Meyer 1991)
- Trigonometrie der Ebene, sphärische Geometrie und Kartenentwürfe. 1938
- Kabarett der Mathematik. 1942
- Statistische Verfahren bei textilen Untersuchungen. 1952
- Formeln und Tabellen der mathematischen Statistik. 1953